# San Miguel de Langre
San Miguel de Langre es una localidad del municipio de Berlanga del Bierzo, en la comarca de El Bierzo, provincia de León, comunidad autónoma de Castilla y León, España. En 2020 contaba con una población de 79 habitantes.
Está rodeada de montañas y repleta de bosques de castaños. En la cumbre se encuentra el pico de Caleyo, que era la antigua zona de pastoreo de la población. También, la falda de este pico separa el municipio de Fabero con el de Berlanga del Bierzo.
Se encuentra a 24 km de Ponferrada y a 120 km de León.

## Economía
- Se trataba de un pueblo minero, basado en la extracción del tan preciado mineral, el carbón.
- Otro recurso es la agricultura y la ganadería, en grandes tierras en las que se practica.

## Patrimonio
- Iglesia de Nuestra Señora Santa Catalina, edificada a finales del siglo XVIII. De estilo románico y planta de cruz latina. De gran interés artístico y cultural.
- Ermita, recientemente restaurada. Se encuentra ubicada en el centro del pueblo. Su planta es rectangular y con suelo de piedra.

## Fiestas
- Se celebra como fiesta principal El Cristo, el 14 de septiembre.
- Nuestra Señora del Rosario, el primer domingo de octubre.
- Finalmente, Santa Catalina, patrona del pueblo, el día 25 de noviembre.